# Titani(III) borohydride
Titan(III) borohydrua là một hợp chất vô cơ có công thức hóa học Ti(BH4)3. Muối màu lục này dễ bị phân hủy trong không khí.

## Lịch sử
Năm 1949, H. R. Hoekstra lần đầu tiên sử dụng titan(IV) chloride và nhôm borohydrua làm nguyên liệu thô để phản ứng ở -30 đến -40 ℃:
TiCl4 + 3Al(BH4)3 → 2TiCl(BH4)2 + 3AlCl2BH4 + B2H6 + H2↑
Tuy nhiên, người này không thu được titan(III) borohydrua. Chỉ titan(IV) chloride và lithi borohydrua mới có thể được sử dụng làm nguyên liệu để sản xuất titan(III) borohydrua:
2TiCl4 + 8LiBH4 → 2Ti(BH4)3 + 8LiCl + B2H6 + H2↑
Titan(III) borohydrua được điều chế bằng phương pháp này không hòa tan trong heptan.

## Tính chất
Titan(III) borohydrua tồn tại dưới dạng chất rắn màu lục, dễ bị phân hủy ngay ở nhiệt độ phòng tạo ra khí hydro, một chất rắn dạng kim loại và điboran.

## Sử dụng
Titan(III) borohydrua có thể được sử dụng để xúc tác quá trình đime hóa anken.

## Hợp chất khác
Ti(BH4)3 có thể tạo phức với hydrazin, như Ti(BH4)3·4N2H4 là chất rắn màu đen.
Ti(BH4)3 có thể tạo phức với tetrahydrofuran – Ti(BH4)3·2THF có màu xanh lam và hòa tan trong n-heptan, xylen, benzen và ete. Ti(BH4)3·2THF mới điều chế ở trong không khí dễ cháy, tạo ra ngọn lửa xanh lục. Còn Ti(BH4)3·3THF có màu chàm và sẽ bốc khói trong không khí.